# Hutt River
Il Principato di Hutt River (denominazione in inglese: Hutt River Principality) è stata una micronazione con un territorio di 75 km², occupante due piccole enclavi in Australia, 595 km a nord di Perth. Ha proclamato la propria indipendenza il 21 aprile 1970, in seguito ad una disputa sulla produzione di grano tra il proprietario terriero Leonard Casley e lo Stato australiano, la micronazione si è dissolta ufficialmente il 3 agosto 2020.

## Storia
Lo status internazionale del principato di Hutt River è controverso. In passato, per un breve periodo è stato riconosciuto da Hong Kong (che ha rivisto la propria posizione dopo alcune rimostranze dall'Australia), mentre sono tuttora ambigui i rapporti con il Regno Unito: formalmente, il principato riconosce la regina Elisabetta II come proprio capo di Stato, e vi sarebbero stati carteggi "di cortesia" tra Londra e Nain. Fondamento giuridico della sua sovranità è una risalente norma britannica (il British Treason Act, varato nel 1495), in forza della quale un principe de facto, che giuri fedeltà alla Corona inglese, non può essere accusato di tradimento, mentre può esserlo chi gli si opponga: tale legge è andata incontro ad una formale abrogazione, di cui però la costituzione australiana esclude la retroattività, e sarebbe perciò da ritenersi tuttora applicabile, almeno nei rapporti con Canberra.
La formale dichiarazione di "secessione", infatti, non è stata a tutt'oggi concretamente sanzionata, né dal Segretariato generale del Commonwealth né dai governi federale e statale; quest'ultimo, tra l'altro, è l'unico che potrebbe ancora farlo, in quanto l'azione penale (di competenza federale) si è prescritta nel 1972. I contrasti con le autorità australiane non sono mai andati oltre circoscritti contenziosi fiscali (il principato non pagava le imposte all'Australia) e burocratici. Essi sono però rapidamente cessati quando, nel 1977, a seguito di una formale "dichiarazione di guerra" (in realtà mai realmente combattuta), il piccolo "Stato" ha ottenuto (nel 1980) dall'autorità giudiziaria australiana il ripristino del servizio postale, precedentemente sospeso, nonché il riconoscimento di valore legale, seppur solo all'interno del Principato, a monete e francobolli emessi dallo stesso; successivamente l'ATO (Australian Taxation Office) ha classificato i cittadini del principato come "non residenti in Australia", rinunciando a qualunque pretesa fiscale sulle attività economiche svolte nella piccola enclave.
In occasione del loro 50º anniversario di matrimonio, i monarchi di Hutt River hanno ricevuto formali messaggi di auguri da parte del governatore del West Australia e, come si accennava, della stessa regina Elisabetta II d'Inghilterra.
Negli scorsi anni il governatore dello Stato americano del Kentucky è stato ricevuto a Nain, la capitale, per conferire ai reali il titolo di "colonnello del Kentucky", la più alta onorificenza conferita dallo stato americano. Si è inoltre registrata la visita di alcuni cardinali, non è chiaro però se a titolo privato o come rappresentanti diplomatici della Città del Vaticano.

### Governo

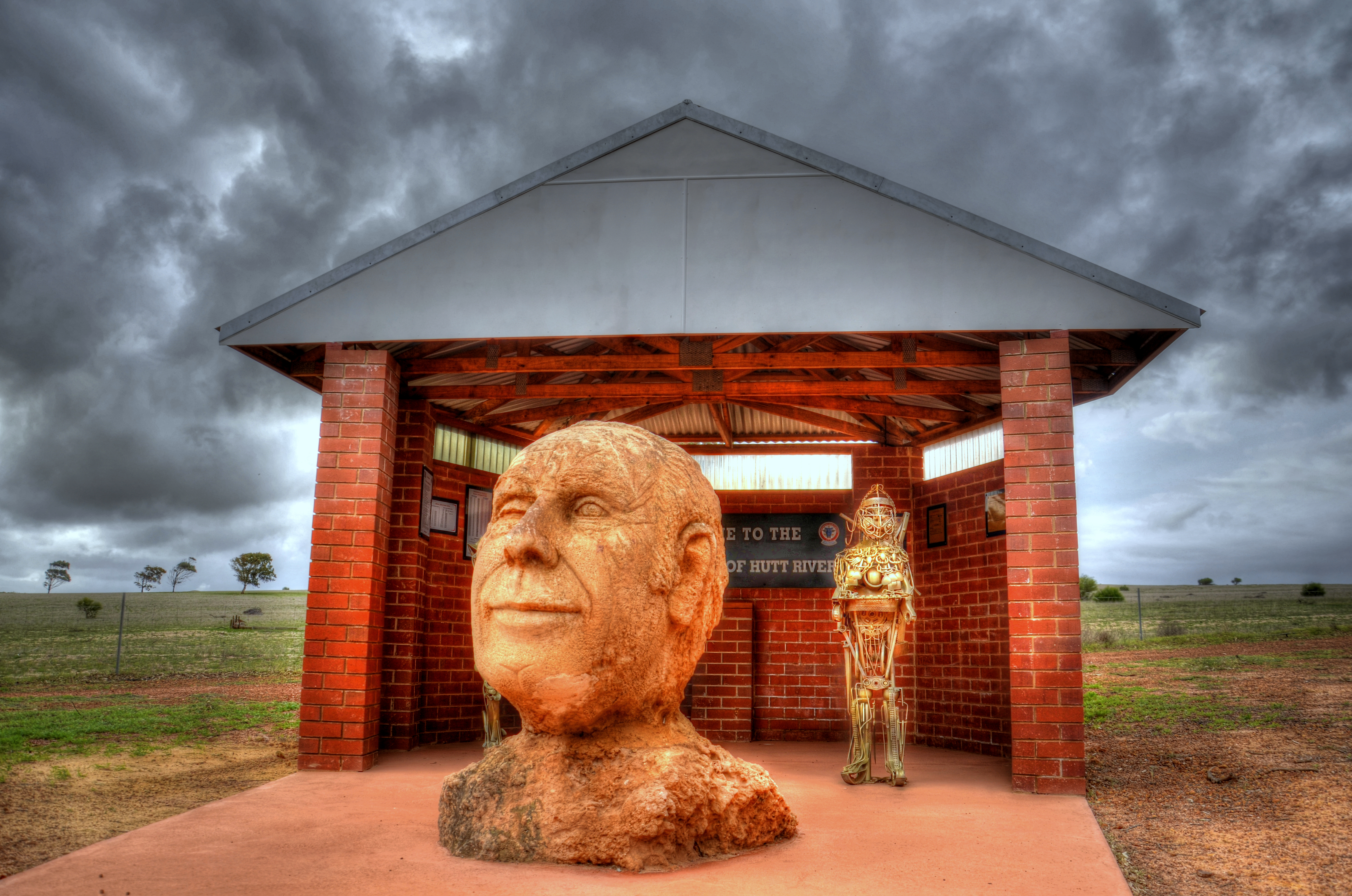
Busto di Leonard Casley

A capo del piccolo Stato, i cittadini di Hutt River hanno eletto un principe nel 1970, che ne ha anche proclamato l'indipendenza; Leonard I, al secolo Leonard Casley, al quale (secondo la legislazione del Commonwealth, e il diritto internazionale) è attribuito l'appellativo di "Sua Altezza Reale". Il potere è ereditario. Sposato con Shirley Butler, gli è succeduto nel 2017 il figlio più giovane Graeme.
Secondo la Costituzione, il principato ripudia la guerra. Pertanto, a Nain è di stanza un piccolo contingente con funzioni prevalentemente di rappresentanza e polizia interna, mentre in varie regioni del globo un discreto numero di persone, inquadrate nei ranghi della Marina e dell'Esercito, presta servizio non armato a favore della popolazione civile in occasione di gravi calamità naturali.

### Folklore
A sottolineare la reale volontà di indipendenza nazionale, è stata fondata una capitale, Nain (che è anche l'unico vero agglomerato urbano, dal momento che la zona è prevalentemente agricola), una Zecca Reale che conia francobolli e monete (la valuta è il Dollaro di Hutt River), un servizio postale. Inoltre, il Governo rilascia passaporti e patenti di guida, e consente la registrazione di targhe automobilistiche e società.
Allo stato, tuttavia, tali servizi non sono giuridicamente riconosciuti al di fuori del Principato. In passato, per un breve periodo Hong Kong ha ritenuto valide le registrazioni di società, ma ha poi bruscamente mutato atteggiamento a seguito di formali rimostranze da parte del Governo di Canberra.
Il turismo è promosso attraverso l'offerta di un servizio di visite guidate gestite direttamente dal governo.
Tre volte l'anno, di sua iniziativa o su segnalazione di enti, privati o associazioni, il principe concede titoli onorifici a chi, sudditi e non, si sia particolarmente distinto nelle scienze, nelle arti, nello sport, nel servizio alla propria comunità o alla Corona. Dopo la recente riforma, che ha introdotto solo quattro ordini di merito (di cui uno, peraltro, riservato ai sudditi), la selezione è più esigente di quanto le piccole dimensioni dello staterello lascerebbero ipotizzare: ad oggi, il novero degli "insigniti" è relativamente basso, e limitato per lo più a campioni sportivi, docenti universitari e massimi esponenti religiosi (da ultimo, il rabbino capo emerito degli Usa, che ha ritirato l'onorificenza personalmente).

### Dollaro di Hutt River
L'entità secessionista batte moneta propria (non riconosciuta all'estero) nella cosiddetta Zecca Reale di Hutt River.
Il nome ufficiale della moneta è dollaro di Hutt River e questa si può trovare sia come moneta, principalmente da 1 o 5 e i vari centesimi, sia come banconota, presente coi valori di 10, 20, 50 centesimi e 1 e 2 dollari.
In occasione della ricorrenza del 40º Anniversario della Proclamazione d'Indipendenza, è previsto il conio di una serie commemorativa.
Notevole, ma anch'essa priva di valore legale al di fuori del Principato, è anche l'emissione di francobolli, commercializzati per lo più a scopo collezionistico.

## Inno nazionale
Oltre a una propria bandiera e a un proprio stemma, il Principato di Hutt River ha anche un suo inno nazionale.
Ecco il testo:
It's a hard land,

But it's our own land,

Built with love and dedication.

Self assured,

Is our small nation.

One man's dream of Independence.

God blessed the Prince

Of the Hutt River Province.

God blessed the man

Whose dream has come true.

God blessed this land

Where dreams can come true.

And God blessed the Prince

Of the Hutt River Province

God blessed the man

Whose dream has come true.

God blessed this land

Where dreams can come true.